# Llibre major
El llibre major o llibre mestre recull els moviments que ha sofert especialment cada compte de forma ordenada. El llibre major en estar format per tots els comptes de la comptabilitat de l'empresa, proporciona informació sobre les variacions dels elements i sobre el seu valor.

## Tipus
El llibre major pot presentar dos formats: 
Els comptes representats en format de T, d'una banda les anotacions en el deure i en l'altre l'haver, aquest format és molt visual, però molt poc pràctic, ja que les anotacions poden confondre's amb facilitat.
El sistema de rajat, molt usual en els programes informàtics, i que presenta un estil de llistat de les anotacions que es produeixen en el compte.
El saldo d'un compte és:
Saldo = Total del deure – Total de l'haver
En l'inici de l'exercici comptable s'obre un compte, i al final es tanca per a elaborar el Balanç de Situació i el Compte de Pèrdues i Guanys.